# Звизжи
Звизжи (Свизжино) — деревня в Дзержинском районе Калужской области.

## Местоположение
Звизжи находятся в 24 км на запад-юго-запад от центра Дзержинского района Калужской области Кондрова.

## История
Ранее деревня Звизжи была сельцом Сергиевской волости Медынского уезда Калужской губернии. В начале XX века в Звизжах было 50 дворов, 270 крестьян, в том числе 160 мужчин и 100 женщин.
Усадьба основана в конце XVIII века Д. А. Лопухиным и перешла по наследству к его потомкам. В конце XIX века Лопухины продали имение калужскому помещику М. А. Гейеру (потомок голландского специалиста, приглашённого в Россию в конце XVII века Петром I), женатому на своей бывшей крепостной Анне Ивановне. От Лопухиных оставался старый одноэтажный деревянный дом, в центре которого находилась круглая гостиная с куполом без окон (по некоторым сведениям, Лопухины были хлыстами). После 1880 года дом был разобран на брёвна, из которых сложили новый дом несколько дальше от реки Угры.
Усадьба и дом расположены на южной стороне от Угры и вытянуты вдоль реки. Около усадьбы течёт река Звизжанка, впадающая в Угру. Параллельно реке вдоль усадьбы тянется главная липовая аллея, а к ней, от дома Гейеров, — пять малых липовых аллей. По оси средней аллеи, ближе к Угре, были устроены солнечные часы на деревянном пьедестале с площадкой в форме четырёхконечной звезды. С одной стороны парка к нему вплотную подходили крайние дома деревни, с другой стороны находились каменные конюшни, каретный и сенной сараи под единой крышей. Сады делились на верхний (вокруг дома и между аллеями) и нижний — вниз к Угре. На склоне Угры был высажен вишнёвый сад.
Две дороги из Звизжей вели в Калугу и село Никола-Ленивец с приходской Троицкой церковью. На дороге в Никола-Ленивец был выстроен деревянный мост через Звизжанку. Сосновый бор Смольня, находившийся напротив усадьбы за Угрой, был частью имения.
Барский деревянный дом, в котором после 1918 года была устроена поликлиника, был снесён в 1976 году, и в настоящее время от усадьбы сохранились только фрагменты парка.
На западной окраине Звизжей расположено селище, относящееся к мощинской культуре IV—VII веков и позднего средневековья XIV—XVI веков, и две курганные группы.
На левом коренном берегу Угры выходят известняки окской толщи, неогеновые пески и четвертичные отложения.

## Реконструкция артезианской скважины
На рубеже 2000-х — 2010-х годов в Звизжах была проведена реконструкция старой, существующей с 1960-х годов артезианской скважины — в связи с превышением ПДК железа в воде из более новой скважины.
Лабораторные исследования воды показали превышение предельно-допустимой концентрации железа в воде, подаваемой из новой артезианской скважины, в 10-15 раз. При этом строительство станции по обезжелезиванию воды из-за малой численности жителей деревни было нерентабельно, и денежных средств в бюджете сельского поселения на эти цели не было предусмотрено.
Депутат Законодательного собрания Калужской области Александр Бушин взял расходы по реконструкции старой артезианской скважины на себя, оплатив расходы в размере 0,5 млн рублей. В ходе реконструкции был установлен насос, построена новая «щитовая будка» и сделана ограда вокруг места расположения скважины.
Более новая артезианская скважина с плохой водой при этом была сохраненена как резервная.

## Интересные факты
- На проходившем в 1994 году в Санкт-Петербурге фестивале семейного творчества семья Филимоновых из Звизжей заняла 1 место в жанре народной песни.[2]

## Известные звизжевцы
- Боков, Пётр Иванович (р. 1941) — советский и российский строитель, менеджер. Генеральный директор Строительно-промышленного акционерного общества «Среднеуральское управление строительства» (1996—2002). Заслуженный строитель Российской Федерации. Почётный гражданин города Новоуральска (2001).
- Гейер, Варвара Михайловна (1886—1984) — советский музыкальный педагог. Дочь владельца усадьбы Звизжи Михаила Андреевича Гейера и его бывшей крепостной Анны Ивановны. Преподаватель, затем директор детской музыкальной школы № 1 Калуги.